# Philodromus borana
Philodromus borana là một loài nhện trong họ Philodromidae.
Loài này thuộc chi Philodromus. Philodromus borana được Lodovico di Caporiacco miêu tả năm 1939.